# Ezio Auditore da Firenze
Ezio Auditore da Firenze je fiktivní postava v herní sérii Assassin's Creed. Ezio Auditore da Firenze (za jméno se v Itálii přidávalo město, ze kterého člověk pocházel) byl italský šlechtic z Florencie žijící během italské renesance, ústřední člen a později velmistr řádu asasínů. Narodil se do rodiny Auditore, sloužící tomuto řádu, tudíž se i na něj přeneslo rodinné dědictví. Ezio je protagonistou her Assassin's Creed II, Assassin's Creed: Brotherhood a Assassin's Creed: Revelations. Vyskytuje se v krátkých animovaných filmech Assassin's Creed: Lineage, Assassin's Creed: Embers a Assassin's Creed: Ascendance. Ezio se dále vyskytuje jako hratelná postava ve hře Soulcalibur V. Je to předek Desmonda Milese, ale také zároveň není potomkem Altaïra Ibn-La'Ahada, jak se ovšem mnoho lidí nesprávně domnívá. Pouze jejich pokrevní linie se spojují v Desmondovi.

## Život

### Mládí
Ezio se narodil do vznešeného rodu Auditore, jako druhorozený syn. V dětství strávil mnoho času se starším bratrem, Federicem, který ho naučil velmi dobře lézt po budovách, skákat z velkých výšek do stohů sena a jiné akrobatické dovednosti, dnes bychom je nazvali jako parkour.
Zlom nastal ve věku 17 let. Zde také jeho život začíná sledovat hra Assassin's Creed II. Jednoho rána uspořádal pěstní bitvu s přáteli po svém boku proti přívržencům rivalského rodu de' Pazzi s jeho členem, Eziovým vrstevníkem Vieri de' Pazzim. Právě v této bitvě, ze které vyšel vítězně, přišel k oné viditelné jizvě na rtu, když ho do obličeje trefil kámen. Den strávil s bratrem Federicem a ukončil jej malou návštěvou ke své přítelkyni, Cristině Vespucci, sestřenici Ameriga Vespucciho. Druhého dne ráno byl objeven v jejím pokoji jejím otcem, urychleně utekl oknem a šel za svou matkou Mariou do domu Auditore. Právě ona ho seznámila s rodinným přítelem, Leonardem da Vinci. Do odpoledne ještě zbil nevěrného přítele jeho mladší sestry Claudie a poté pomohl sesbírat pírka jeho bratru Petruccimu. Následně potkal otce Giovanniho, který mu uložil několik úkolů po městě. Po těchto obchůzkách měl ještě odnést dva dopisy. První byl pro jednoho zloděje a kurtizánu, a druhý pro žoldáka. Ten si dopis vzal, avšak vzkázal Giovannimu, že se události urychlily a že už není čas. Následně si Ezio všiml velké skupiny vojáků, mířících směrem k domu Auditore.

#### Zrada
Ezio přišel pozdě, stráže odvedli otce i bratry pryč, doma byla jen jejich služka Anetta s Eziovou matkou a sestrou, Eziova matka během útoku utrpěla silný emocionální šok, po kterém přestala na několik let (dokud Ezio nesplnil úkol s pery) komunikovat s okolím. Aneta vzala matku a sestru k její sestře a Ezio mezitím vyšplhal až na vrcholek florentského Pallazo della Signoria, kde byl uvězněn jeho otec. Ten mu pověděl o tajné místnosti ve své pracovně, a řekl, ať si Ezio vezme vše, co najde a ať předá Ubertu Albertimu dokumenty, které tam také nalezne. V otcově pracovně objeví mechanismus otevírající tajné dveře a v truhle nalezne Giovanniho asasínský oblek, meč, zlomenou skrytou čepel s chráničem na ruku, kousek zašifrovaného kodexu a dokument obsahující spiknutí proti rodu Auditore a nepřátelské plány. Tento dokument donesl podle otcových instrukcí Ubertu Albertimu, rodinnému příteli, kterého předešlý den potkal u otce v pracovně a v pozadí si všiml osoby s širokou černou kápí. Uberto slíbil, že otec s bratry budou volní už druhý den, že se postará. Následně šel opět ke Cristině domů, kde jí pověděl o situaci a strávil zde noc. Druhý den se šel podívat na náměstí, jaká je situace. Bohužel se událo to nejhorší - poprava otce a bratrů. Na pódiu vedle nich stál Uberto Alberti, rodinný přítel, a v pozadí tajemná postava v kápi. Ezio tomu chtěl zabránit, avšak jakmile páka spadla, Ezia obestoupili vojáci a musel se dát na útěk.

#### Pomsta
Ezio strávil noc u Cristiny a druhý den ho kontaktovala služebná o její příbuzné, která může Eziovi pomoct. Ten nabídku přijal a s matkou i sestrou se na ono místo dostavil. To místo byl veřejný dům. Místní vlastník byla kurtizána Paola, která naučila Ezia, jak se vyhýbat se strážím, stát se součástí davu - splynout s ním a také jak krást. Po menší lekci vrátila Eziovi skrytou čepel, kterou mu potají během cvičení sama vzala, a poradila, aby ji vzal k Leonardu da Vincimu. Ten mu skrytou čepel pomocí zašifrované stránky kodexu opravil aby se Ezio mohl pomstít. Nepozorován se dostal na náměstí před Pallazo della Signoria, kde Uberto Alberti rozmlouval s Lorenzem Medičejským. Po chvilce se zastavili v soukromé zahradě hned vedle Pallazo. Ezio po střechách obešel náměstí a proklouzl kolem stráží k oné zahradě. Lorenzo už tu naštěstí nebyl. Ezio se dostal dolů a vykonal na Albertim svou pomstu. Poté utekl.

### První léta jako Asasín

#### Objevení dědictví
Ezio dal na radu Paoly a odstranil ve Florencii plakáty s ním na obrázku jako hledaným zločincem. Poté se rozhodl s matkou a sestrou opustit Florencii a jít za strýcem Mariem do Monteriggioni. Nedaleko od Monteriggioni je nečekaně napadl Vieri de' Pazzi s oddílem vojáků, avšak dříve než bylo pozdě, zachránil Ezia i s matkou a sestrou jeho strýc Mario Auditore s jeho žoldáky. Vila v Monteriggioni se pak stala pro Ezia a zbytek rodiny na dlouhou dobu bezpečným domovem. Mario ho brzy naučil dobře zacházet s mečem, aby mohl pomstít smrt otce a bratrů, avšak po zjištění, že Ezio chce utéct z Itálie do Španělska, se rozlítil. Bez Eziova vědomí se vydal s žoldáky do San Gimignana zabít Vieriho, ale ještě před útokem ho dostihl Ezio a osobně se o nepřítele postaral. Vieri mu však před svou smrtí nic neprozradil a prchlivý Ezio začal třást s jeho mrtvolou a řvát italské nadávky. V tu chvíli ho strýc poučil, že při úmrtí kohokoli se mu má prokázat poslední úcta zavřením víček a pronesením latinského "Requiescat in pace", neboli "Odpočívej v pokoji".

#### Spiknutí de' Pazziů
Během svého pátrání se Eziovi podařilo nejen sjednotit stránky Altaïrova kodexu na poprvé od doby Domenica Auditore, ale také zachránil města Florencie, Benátky a později Řím od templářské zloby. Zajistil budoucnost putování Kryštofa Kolumba do "Nového Světa" a osvobození Říma od kontroly Borgiů, pomohl také rozšířit renesanci a assassinské ideály nezávislosti a svobodné myšlení celé Itálie.
Krátce před smrtí Rodriga Borgii roku 1503 byl Ezio zvolen hlavním mistrem, neboli "Il Mentore" Niccoló Machiavellim.
Podle hry Assassin's Creed II, Brotherhood a Revelations našel Ezio Auditore ve Vatikánu v Římě kryptu, ve které byla římská bohyně Minerva, která mluvila o konci světa.
Ve hře Assassin's Creed: Brotherhood papežova vojska napadnou rodinou vilu a Maria a Eziovu snoubenku zajme Cesare, který Maria před Eziem popraví, a zbytek města se evakuuje pryč. Ezio putuje do Říma, kde má v úmyslu zničit rod Borgiů. Postupem času nachází různé poklady Cesareho a dalších, přičemž mu pomáhá Leonardo da Vinci s vylepšováním zbraní a hledáním Da Vinciho vynálezů.

### Assassin's Creed: Revelations
Po zničení celého rodu Borgiů Ezio putuje do Masyafu, aby získal tajnou knihovnu asasínů. Tu ale již ovládají templáři, a tak je nucen odcestovat do Istanbulu, kde za pomoci asasína Yusufa Tazima objevuje tzv. masyafské klíče. V Istanbulu také potkává svou budoucí ženu Sofii Sartor.

### Assassin's Creed: Embers
Poslední roky svého života strávil Ezio ve vile v Toskánsku se svou ženou Sofií a dvěma dětmi, dcerou Flavií a synem Marcellem. V roce 1524 se u jeho dveří objevila záhadná Číňanka s žádostí o pomoc. Jméno neznámé zní Shao Jun (Šao Ťün), je členkou poraženého řádu Assassinů a žádá Ezia o radu, jak pomoci svému lidu a obnovit řád. Ezio neváhá a sám vyráží s Shao (Šao) do boje proti vojákům, které vyslal čínský císař Jiajing (Ťia-ťing). Po jejich porážce odchází Shao zpět do Číny "vyzbrojená" moudrostí, kterou hledala a našla u Ezia. Krátce poté Ezio umírá na infarkt během procházky se svou ženou na florentském tržišti. Bylo mu 65 let.